# Acido micofenolico
L'acido micofenolico (DCI) o micofenolato  è un farmaco immunosoppressore usato per prevenire il rigetto nel trapianto d'organo. Fu inizialmente commercializzato come profarmaco in forma orale, il micofenolato mofetil (MMF), per migliorarne la biodisponibilità. Più recentemente, il sale di sodio di micofenolato è stato anche introdotto per uso terapeutico. L'acido micofenolico è comunemente commercializzato con i nomi commerciali CellCept (Micofenolato Mofetil, Roche) e Myfortic (micofenolato sodico, Novartis).

## Uso clinico

### Indicazioni
In generale, il micofenolato è utilizzato per la prevenzione del rigetto di organi trapiantati. Il micofenolato di sodio è stato utilizzato anche per la prevenzione del rigetto nel trapianto di fegato, cuore o di polmone in bambini di età superiore ai due anni di età.

## Eventi avversi
Negli Stati Uniti l'agenzia federale del farmaco (Food and Drug Administration) ha emesso un avviso nel quale si afferma che i pazienti in terapia con micofenolato mofetile e con acido micofenolico hanno un aumentato rischio di infezioni opportunistiche, come ad esempio l'attivazione di infezioni virali latenti, tra cui BK-virus associato a nefropatie.
Inoltre, la FDA sta indagando su 16 pazienti che hanno sviluppato una malattia neurologica rara durante il trattamento con il farmaco. La condizione neurologica nota come leucoencefalopatia multifocale progressiva attacca il sistema nervoso centrale, in particolare il cervello, ed è di solito mortale.
L'acido micofenolico è associato a malformazioni congenite ed aborto spontaneo quando usato in gravidanza, pertanto deve essere evitato per quanto possibile da donne che cercano di concepire.

## Farmacologia
Il micofenolato è derivato dal fungo Penicillium stoloniferum. L'acido micofenolico inibisce l'IMP deidrogenasi, l'enzima che controlla la velocità di sintesi della guanina monofosfato per la via di sintesi de novo delle purine, usata in particolare dai linfociti B e T in fase proliferativa.
Il micofenolato è un farmaco potente e può essere utilizzato al posto di altre terapie anti-proliferative, come l'azatioprina. Di solito viene usato come parte di un regime composto da tre immunosoppressori, tra cui anche un inibitore della calcineurina (ciclosporina o tacrolimus) e prednisolone.